# Universidad Tecnológica de Bolívar
La Universidad Tecnológica de Bolívar (UTB) es una institución de educación superior en Colombia, sujeta a inspección y vigilancia por medio de la Ley 1740 de 2014 y la ley 30 de 1992 del Ministerio de Educación de Colombia. Acreditada de Alta Calidad desde 2011 por parte del CNA, siendo la primera universidad con acreditación institucional en Cartagena de Indias. Recientemente se le reconoció como la tercera mejor universidad de pregrado en el país por MIDE. Desde su fundación en el año 1970, la UTB se ha venido perfilando como uno de los centros educativos más prestigiosos y modernos del norte de Colombia. Desde mayo de 2018 su rector es Alberto Roa Varelo.

## Características y ubicación

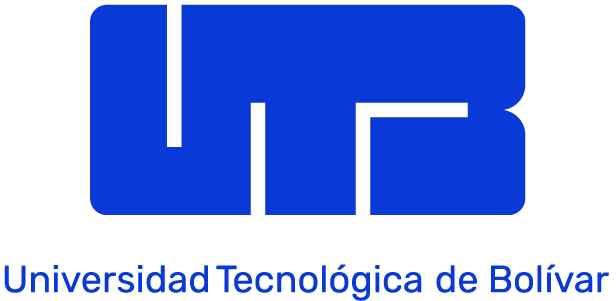
Primera universidad acreditada en Alta Calidad en Cartagena.

La Universidad Tecnológica de Bolívar, (UTB), es una institución bilingüe con vocación internacional, situada en Cartagena de Indias. Las empresas de la ciudad son los socios corporativos de la universidad desde 1975. Hoy La Tecnológica cuenta con dos modernos Campus propios, uno en el tradicional barrio de Manga, el Campus Casa Lemaitre y otro, más grande, que actualmente es la sede principal de la institución, denominado "Campus Tecnológico", ubicado a las afueras de la ciudad de Cartagena en el Parque Industrial y Tecnológico "Carlos Vélez Pombo". Ambas sedes están compuestas por edificaciones modernas; dotadas con laboratorios, completos talleres, salas de informática, avanzada tecnología y 2 modernas bibliotecas, una de ellas, la más grande del distrito de Cartagena. La Universidad Tecnológica de Bolívar cuenta con 17 grupos de investigación avalados por Minciencias.

## Historia
Fundada el 5 de agosto de 1970 como una institución de educación superior que ofrecía carreras tecnológicas fue la primera universidad privada en Cartagena de Indias. Desde sus primeros años, La Tecnológica fue definiendo y consolidando su vocación empresarial, propósito al que se sumaron en 1975 los cinco principales gremios económicos de Cartagena (ANDI, ACOPI, CAMACOL, FENALCO y la Cámara de Comercio), para orientar su desarrollo hacia el impulso de la industria, la empresa, y el fortalecimiento de la competitividad de Cartagena y el Caribe.
Pasadas más de tres décadas de su fundación, la Universidad Tecnológica de Bolívar ha fortalecido sus relaciones con varias universidades nacionales e internacionales mediante el sofisticado sistema de Universidad Virtual en una corriente de imparable desarrollo. El 28 de noviembre del 2003, tras demostrar un desarrollo de investigación de calidad con proyección e impacto regional, La Tecnológica de Bolívar es reconocida como Universidad por el Ministerio de Educación Nacional, mediante la Resolución N.º 2996.

### Cronología
1970

- Agosto 5, fundación
- Octubre 26, obtiene la Personería Jurídica.

1971

- Marzo 3, se dictaron las primeras clases.

1972

- Adquisición de la casa Daniel Lemaitre

1973

- Reforma estatutaria que convierte en Corporación a la Tecnológica de Bolívar.
- El ICFES otorga licencia de funcionamiento a los programas de Ingeniería.

1974

- El ICFES otorga licencia de funcionamiento al programa de Economía.
- Cierre de los programas de Administración Industrial y Finanzas y Administración de Empresas Turísticas.
- Cierre temporal por crisis económico-administrativa.

1975
- Reforma estatutaria e ingreso de los gremios económicos (ANDI, FENALCO, CAMACOL, ACOPI y CAMARA DE COMERCIO), lo cual implicó una profunda reestructuración administrativa y financiera.

1976
- Se obtiene la licencia de funcionamiento de los programas.

1977
- El ICFES aprueba el programa de Economía y se gradúan los primeros egresados.

1978
- El ICFES aprueba los programas de Ingeniería y se gradúan los primeros egresados.

1980
- Renuevan las aprobaciones de los programas académicos.
- Ampliación de las instalaciones con la compra de casa contigua a la casa Daniel Lemaitre.

1981
- Ampliación de las instalaciones con la compra de casas contiguas.

1982
- Ampliación de instalaciones en Manga, construcción del Edificio de Aulas.

1983
- Reforma estatutaria - miembros fundadores y miembros incorporados
- Renovación de aprobaciones de programas.

1985
- Renovación de programas.
- Adquisición de primer terreno en Ternera.
- Primeras conexiones entre computadores.

1987
- Reforma estatutaria - miembros fundadores activos y miembros contribuyentes.

1988
- Renovación aprobación de programas.

1989
- Iniciación de posgrados en convenio.
- Creación del programa de Administración para el Desarrollo
- Renovación de aprobación de programas.
- Obtención de un servidor de sistema integrado, para manejar bases de datos y redes más complejas.

1990
- La UTB sufre una Parálisis temporal.

1992
- Se inicia el Proyecto de Ternera.

1993
- Reforma estatutaria.
- Creación de los programas de Ingeniería de Sistemas, Tecnología en Sistemas, Psicología, *Ingeniería Electrónica y Administración de Empresas.

1994
- Traslado de las facultades de Ingeniería al Campus de Ternera.
- Se inicia el proyecto de Universidad Virtual.

1995
- Adquisición de antena satelital.
- Adquisición del Sun Ultra 1, para adecuar todos los computadores de Manga en Red.
- El Concejo Distrital concedió la medalla "Cartagena Patrimonio Histórico y Cultural de la Humanidad" a La Tecnológica, en los 25 años de fundación de la Institución.
- Gobernación de Bolívar otorga a La Tecnológica la "Medalla Honor al Mérito Departamental".

1996
- Creación del Programa de Contaduría.

1997
- Creación de los Programas de Posgrado propios.
- Solicitud de reconocimiento como Universidad.
- Se inician los procesos de acreditación de programas.

1998
- Traslado de los programas de Ciencias Administrativas y Sociales al Campus de Ternera.

1999
- El Nodo de Internet fue trasladado a Ternera y se inició un proyecto para colocar toda La Tecnológica en red.

2000
- Actualización del nodo de Internet en su sistema operacional.
- Se trabaja en Intranet para toda La Tecnológica.
- El Ministerio de Educación Nacional acredita el programa de Ingeniería Industrial.
- Primera Promoción de Maestrías Virtuales y Ceremonia Nacional de Graduación del Sistema en el Auditorio del Campus de Ternera.
- La Alcaldía de Cartagena otorga la Orden Pedro Romero a la Corporación Universitaria Tecnológica de Bolívar por sus 30 años de fundación.

2001
- Creación de los programas de Comunicación Social, Finanzas y Negocios Internacionales, Ingeniería Civil e Ingeniería Mecatrónica.
- Consolidación del Proyecto de la Primera Escuela de Finanzas y Negocios Internacionales de Cartagena, compuesta por las carreras Administración de Empresas, Contaduría Pública, Economía y Finanzas y Negocios Internacionales.
- Se inicia las primeras estrategias de aprendizaje por el Sistema de Aprendizaje Virtual Interactivo, SAVIO.

2002
- Aprobación de los nuevos Estatutos Generales mediante Resolución N° 286 del 21 de febrero de 2002 del Ministerio de Educación Nacional.
- El consejo Superior inicia proceso de Direccionamiento Estratégico hacia el año 2006.

Nueva misión y visión.
- Definición de los vectores del desarrollo estratégico Institucional.
- Construcción del sistema integral de indicadores para la medición de la gestión institucional.
- Desarrollo del programa de mejoramiento físico y seguridad de las instalaciones: programa Campus Seguro. Reubicación y mejoramiento de laboratorios y talleres.
- Proyecto de reestructuración de las bibliotecas y espacios de bienestar.
- Conciencias aprueba el proyecto de investigación “Desarrollo de un sistema flexible para troquelado de láminas presentado por la facultad de Ingeniería Mecánica.

2003
- Logra la verificación de los estándares mínimos de calidad en todos sus programas de Ingeniería y la visita de los pares académicos para la renovación de la acreditación del programa de Ingeniería Industrial.
- Obtiene el registro calificado para el programa de Ingeniería Mecatrónica.
- Se cumplen los diez años de los programas de Ingeniería de Sistemas, Administración de Empresas y Psicología.
- Presentación de la nueva imagen corporativa, más acorde con la proyección de la Tecnológica y de los miembros de su comunidad académica.
- Implementación de un programa de calidad en todos sus procesos institucionales.
- La UTB Recibe la aprobación y registro calificado del nuevo programa de Administración Dual, e ingresa al Sistema de Universidades Empresariales en América Latina, certificados por la agencia Certqua de la Unión Europea.
- Se inaugura la primera Escuela de Verano del Caribe Colombiano.
- La UTB celebra sus 33 años de vida institucional con la inauguración de un Centro Cultural y Biblioteca "Luis Enrique Borja Barón".
- Ese año se firmaron nuevos convenios interinstitucionales con el Ministerio de Cultura, Educación y Deporte de las Islas Vírgenes, la Universidad de Panamá, la Universidad Tecnológica de Panamá y la Universidad Nacional del Centro de la Provincia de Buenos Aires, entre otras, y están por formalizar dos convenios más con la Universidad de Salamanca y la Universidad Católica de Guayaquil.
- Se dio un nuevo impulso a un Plan de Desarrollo Profesoral.
- Se logró la edición y publicación del primer libro de nuestro Fondo de Publicaciones, titulado Manejo de Materiales y Control de Inventarios.
- Se realizó el lanzamiento del "Cuaderno de Investigación Nº 19" junto con el Observatorio del Caribe Colombiano.
- En el marco de la celebración de los 10 años de Psicología, se puso al servicio de la comunidad el CAPSI.
- Se entregaron las Becas Colclínker y Propilco dentro del Programa de Becas a la Excelencia y al Talento Caribe, y se abrió una nueva convocatoria para el 2004.
- Se realizaron nuevas plenarias de la Cátedra Transparencia, con invitados como el alcalde Antanas Mockus, y el profesor Álvaro Ramírez García.
- Se logró el reconocimiento de La Tecnológica como Universidad, según la resolución N.º.2996 del 28 de noviembre de 2003 del Ministerio de Educación Nacional.

2011
- Logra la acreditación institucional nacional.

2013
- Se firmaron nuevos convenios con importantes universidades internacionales: Politécnico de Turín, Universidad estatal de Misuri y la Escuela de Negocios de Normandía, brindando a estudiantes y profesores nuevas oportunidades de movilidad internacional y fortalecer la investigación.

2015
- La institución ratifica su compromiso con la calidad y obtiene su primera renovación de la Acreditación Institucional de Alta Calidad.
- Creación del primer doctorado en la UTB, Doctorado en Ingeniería.

2016 - 2021 
- Redefinición de los ejes estratégicos con la reorganización de los objetivos en cuatro temáticas centrales:

I. El Desarrollo Social y Contribución Regional

II. La Formación Académica de Excelencia

III. La Investigación Innovación y Emprendimiento Pertinentes

IV. El Gobierno y la Gestión Institucional para el Desarrollo Sostenible.
2019 
- Segunda renovación de la Acreditación Institucional y celebración de los primeros 50 años de fundación.

2020
- Con la llegada de la pandemia por Covid-19, la universidad capitalizó toda su experiencia en el uso de las Tecnologías de Información y Comunicación (TIC), de tal manera que enfrentó la pandemia con una propuesta de docencia remota soportada en tecnologías de información y comunicaciones, denominada DoReTIC, lo que le permitió, a pesar del confinamiento, continuar con el 100% del cumplimiento de su misión institucional.
- Medalla al Mérito Luis López de Meza Acreditación Institucional, otorgada por el Ministerio de Educación Nacional.

2021
- Se obtuvo un nuevo registro calificado para adelantar el segundo programa de doctorado: Doctorado en Desarrollo Regional y Local.
- Medalla al Mérito Luis López de Meza Acreditación de Programas, otorgada por el Ministerio de Educación Nacional.
- Premio del Ministerio de Educación Nacional por el desarrollo de buenas prácticas educativas desde antes y durante la pandemia - Programa Ubuntu

2023
- Recibe la acreditación en Alta Calidad otorgada por el Ministerio de Educación Nacional
- Renueva su marca por una imagen nueva, fresca y moderna que refleje la evolución constante de la UTB y su compromiso con la innovación y la excelencia académica.

## Proyección Internacional
La UTB está consolidando a su vocación internacional y a su comunidad académico-multilingüe. Los visitantes, estudiantes, asistentes de idiomas y profesores invitados que han pasado por dicha institución han llegado de países tales como República Checa, Reino Unido, Polonia, Rusia, Alemania, Taiwán, islas Vírgenes, Canadá, Cuba, los EE. UU. y México.
La UTB también está trabajando hacia la creación de un plan de estudios internacional. Los programas académicos de Pregrado serán reducidos de cinco a cuatro años y los profesores están utilizando los artículos de la investigación en inglés para fomentar bilingüismo y la investigación.
La universidad está intentando crear enlaces con otras universidades en el mundo para fomentar movilidad del estudiante y del profesor. Tiene actualmente acuerdos con los países en América Latina, Europa, Canadá, Asia y Australia.

## Programas de pregrado
Facultad de Ingeniería
- Programa de Arquitectura
- Programa de Ingeniería Biomédica.
- Programa de Ingeniería Ambiental.
- Programa de Ingeniería Civil.
- Programa de Ingeniería Eléctrica.
- Programa de Ingeniería Electrónica.
- Programa de Ingeniería Industrial.
- Programa de Ingeniería Química.
- Programa de Ingeniería Mecánica.
- Programa de Ingeniería Mecatrónica.
- Programa de Ingeniería Naval.
- Programa de Ingeniería de Sistemas y Computación.

Instituto de Estudios en Desarrollo, Economía y Sostenibilidad
- Programa de Economía.

Escuela de Negocios
- Programa de Contaduría Pública.
- Programa de Contaduría Pública Virtual.
- Programa de Administración de Empresas.
- Programa de Finanzas y Negocios Internacionales.
- Programa de Marketing y Transformación Digital.

Facultad de Ciencias Sociales y Humanidades
- Programa de Psicología. Archivado el 17 de enero de 2021 en Wayback Machine.
- Programa de Comunicación Social.
- Programa de Ciencia Política y Relaciones Internacionales.

Facultad de Derecho
- Programa de Derecho.

Facultad de Ciencias Básicas
- Programa de Ciencia de Datos.

Facultad de Arquitectura
- Programa de Arquitectura.

## Programas de posgrado
Doctorados 
- Doctorado en Ingeniería.
- Doctorado en Desarrollo Regional y Local.

Especializaciones y Maestrías Facultad de Ingeniería
- Especialización en Gerencia del Talento Humano.
- Especialización en Logística del Transporte Internacional de Mercancías.
- Especialización en Gerencia de Proyectos.
- Especialización en Gestión Ambiental Empresarial.
- Especialización en automatización y control de procesos industriales.
- Especialización en Gerencia de Producción y Calidad.
- Especialización en Telecomunicaciones y Redes. Archivado el 17 de enero de 2021 en Wayback Machine.
- Especialización en Gerencia de Mantenimiento.
- Maestría en Ingeniería de producción.
- Maestría en Gestión de Innovación.
- Maestría en Gerencia de Proyectos.
- Maestría en Logística Integral.
- Maestría en Ingeniería - Énfasis en Ingeniería Mecánica.
- Maestría en Ingeniería - Énfasis en Ingeniería de Sistemas y Computación.
- Maestría en Ingeniería - Énfasis en Ingeniería Industrial.
- Maestría en Ingeniería - Énfasis en Ingeniería Ambiental y Civil.
- Maestría en Ingeniería - Énfasis en Ingeniería Eléctrica y Electrónica.
- Maestría en Ingeniería Naval y Oceánica.

Especializaciones y Maestrías Instituto de Estudios en Desarrollo, Economía y Sostenibilidad
- Especialización en Gerencia Pública en convenio con CECAR
- Especialización en Gerencia de la Hacienda Pública en convenio con CECAR
- Maestría en Desarrollo y Ambiente.
- Maestría en Desarrollo y Cultura.

Especializaciones y Maestrías Escuela de Negocios
- Especialización en Gestión de Negocios Internacionales.
- Especialización en Gerencia de Servicios de Salud.
- Especialización en Planeación Estratégica y Prospectiva
- Especialización en Gerencia Tributaria
- Especialización en Gerencia de Mercadeo.
- Especialización en Gerencia Empresarial.
- Especialización en Finanzas.
- Especialización en Contabilidad y Auditoría Internacional
- Maestría en Administración MBA.
- Maestría en Negocios Internacionales e Integración.
- Maestría en Dirección de Empresas y Organizaciones Turísticas.
- Maestría en Ciencias de la Administración y Organizaciones.
- Maestría en Finanzas
- Maestría en Mercadeo
- Maestría en Gerencia Tributaria

Especializaciones y Maestrías Facultad de Ciencias Sociales y Humanidades
- Maestría en Desarrollo Humano en las Organizaciones.
- Maestría en Métodos de Investigación Social.

Especializaciones y Maestrías Facultad de Educación
- Especialización en Dirección de Instituciones Educativas.
- Maestría en Educación.

Especializaciones y Maestrías Facultad de Ciencias Básicas
- Especialización en Estadística Aplicada.
- Maestría en Estadística Aplicada.
- Maestría en Bioinformática

Especializaciones y Maestrías Facultad de Derecho
- Especialización en Derechos Humanos.
- Especialización en Derechos Comercial.

## Egresados Destacados
- Jairo Muñoz. Filial Banco Mundial, egresado del programa de Economía.
- Paolo Seni Zambrano. Expresidente de la Empresa de Energía de Bogotá, egresado del programa Executive MBA de la UTB.
- Juan Carlos Gossain. Gobernador de Bolívar (2012-2015), egresado de la maestría de Desarrollo y Cultura.

- Datos: Q7894317